# Signo de Rivero-Carvallo
El Signo de Rivero-Carvallo es un signo clínico que se encuentra en las valvulopatías que afectan al corazón derecho, como la Insuficiencia tricuspídea. El soplo cardíaco encontrado en estas patologías aumenta con la inspiración profunda, a diferencia de los soplos de cavidades izquierdas, que disminuyen con la inspiración.

## Fisiopatología
Durante la inspiración, aumenta el retorno venoso al corazón, y por lo tanto, aumenta el volumen de sangre en la aurícula y ventrículo derecho, lo que aumenta el volumen sanguíneo durante la sístole. Al aumentar el volumen sanguíneo, aumenta también el ruido de la sangre al pasar por las distintas valvulopatías derechas. Durante la espiración, el volumen de sangre disminuye en el corazón derecho, haciendo los soplos menos audibles. 
En el corazón izquierdo ocurre lo contrario, durante la inspiración disminuye el flujo sanguíneo, disminuyendo la intensidad de los soplos, y en la espiración aumentan.
Este signo es especialmente útil para diferenciar la Insuficiencia tricuspídea de la insuficiencia mitral, especialmente cuando coexisten.

## Epónimo
Este signo clínico es llamado así por el médico que lo describió en primer lugar, el cardiólogo mexicano José Manuel Rivero Carvallo.